# Pediobius imbreus
Pediobius imbreus är en stekelart som först beskrevs av Walker 1846.  Pediobius imbreus ingår i släktet Pediobius och familjen finglanssteklar. Inga underarter finns listade i Catalogue of Life.